# ابرقدرت انرژی

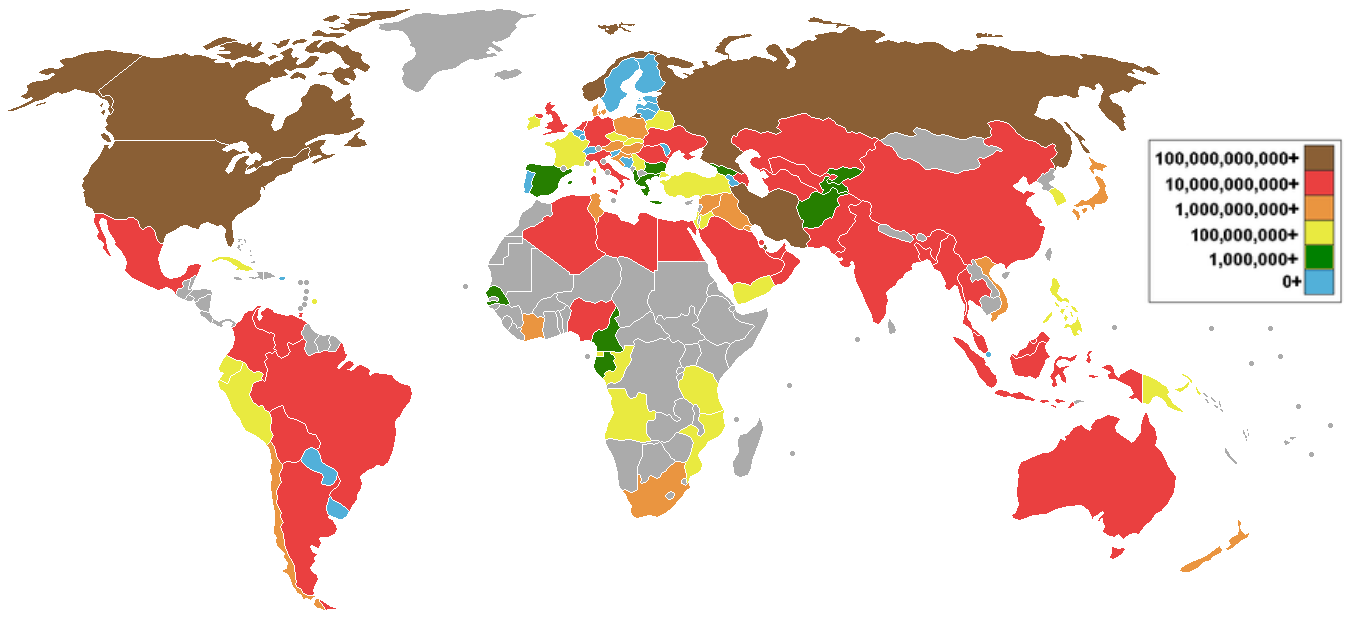
کشورهایی که ذخایر گاز طبیعی در آن قرار دارد.

ابرقدرت انرژی (انگلیسی: Energy superpower) به کشوری اطلاق می‌گردد که مقادیر زیادی از منابع انرژی (نفت خام، گاز طبیعی، زغال‌سنگ، اورانیوم و غیره) را برای تعداد قابل توجهی از کشورهای دیگر تأمین می‌کند و به همین دلیل، بالقوه می‌تواند بر بازارهای جهانی تأثیر بگذارد و از این جهت می‌تواند یک مزیت سیاسی یا اقتصادی برای کشورها بشمار آید. این واژه برای توصیف کشورهایی همچون روسیه، عربستان سعودی، کانادا، ونزوئلا و ایران استفاده می‌شود. گفته می‌شود که ایالات متحده آمریکا به دلیل دارا بودن ذخایر گاز شیل، یک ابرقدرت بالقوهٔ انرژی است.